# 史密夫數
史密夫數（Smith Number，或作史密斯數）是指在某個進位下，它各位數字相加後的和（數字和）等於其質因數的數字和的總和。如在十進位下，202就是一個史密夫數，因 2 + 0 + 2 = 4，202的因數分解為2 × 101，2 + 1 + 0 + 1 = 4。
所有質數也都是史密夫數，因質數的質因數只有它自己，必定符合以上的要求。
史密夫數是由美國利哈伊大学的阿尔伯特·维兰斯基（Albert Wilansky）發現，而第一個被發現的史密夫數是4937775，因為Wilansky該位表兄弟Harold Smith的電話號碼是4937775。
在十進位下的（為合數的）史密夫數如下（OEIS數列A006753）：
4, 22, 27, 58, 85, 94, 121, 166, 202, 265, 274, 319, 346, 355, 378, 382, 391, 438, 454, 483, 517(11x47), 526, 535, 562, 576,588, 627, 634, 636, 645, 648, 654, 663, 666, 690, 706, 728, 729, 762, 778, 825, 852, 861, 895, 913, 915, 922, 958, 985, 1086 